# Shirley Bunnie Foy

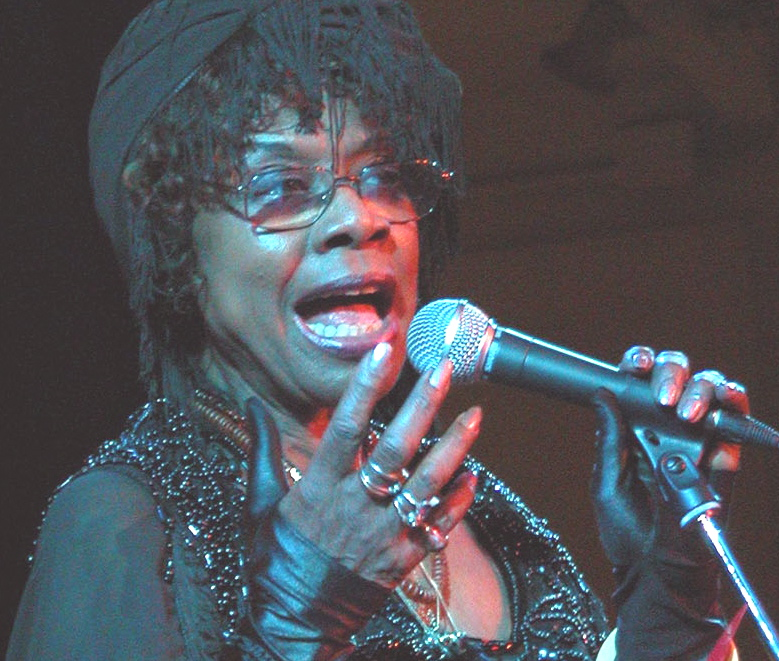
Shirley Bunnie Foy (Cannes 2008)

Shirley Bunnie Foy (* 13. Oktober 1936 in New York City; † 24. November 2016 in Nizza) war eine amerikanische Jazzmusikerin (Gesang, auch Perkussion, Komposition).

## Leben und Wirken
Bunnie Foy entstammt einer Musikerfamilie. Mit 17 Jahren wurde sie Mitglied der Dell-Tones, zu denen auch Della Griffin, Gloria Lynne, Paul Griffin, Aaron Tex Cornelius, Sonny Til, Melba Liston und Slide Hampton gehörten. Nach Erfolgen in New Yorker Jazzclubs und dem Apollo Theater tourte die Gruppe 1955 und 1956 durch Nordamerika.
Bunnie Foy zog 1959 nach Paris, wo sie im Jazzclub La Calvados auftrat; dann tourte sie mit der Band von Pierre Franzino (ihrem späteren Mann) durch Mitteleuropa und Nordafrika. 1960 nahm sie am ersten Jazz Festival Antibes/Juan-les-Pins teil. 1965 trat sie in New York mit Archie Shepp auf, um dann mit Charlie Shavers, Arvell Shaw, Papa Jo Jones und Curtis Porter zu spielen. Seit dem Ende der 1960er Jahre arbeitete sie in Italien mit Franco Cerri, Pino Presti, Stefano Cerri, Enrico Intra, Renato Sellani, Gil Cuppini, Tullio De Piscopo, Tony Scott, Archie Shepp sowie Sonny Taylor.
Seit den 1990er Jahren lebte Bunnie Foy in Nizza, wo sie mit Ronnie Rae, Jean-Sébastien Simonoviez, François Chassagnite, Gilbert Rovère, Fabrice Bistoni, Dodo Goya, Laurent Sarrien bzw. Yoann Serra auftrat. Sébastien Chaumont präsentierte sie 2012 auf dem Nice Jazz Festival.

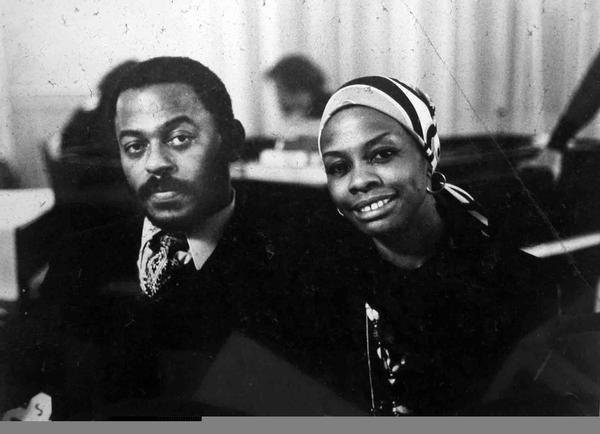
Shirley Bunnie Foy mit Archie Shepp (1975)

## Diskographische Hinweise
unter eigenem Namen
- May-O (BASF 1974)
- Shirley Bunnie Foy (60th Anniversary) (MAP Golden Jazz 2013, mit Tony Scott, Archie Shepp, Franco Cerri, Pierre Franzino, Lou Bennett u. a.)

als Mitwirkende
- George Braith Musart (Prestige Records 1967)
- Enrico Intra Messa d'oggi, (Ri-Fi / Golden Jazz 1975)
- Archie Shepp A Sea of Faces, Black Saint 1975
- Franco Cerri / Tony Scott Franco, Tony e Pompeo (Mallobia 1976)
- Franco Cerri Un Suo Modo de Dire (Dire Records 1977)
- Franco Cerri Noi Duero (Mallobia 1978)
- Dodo Goya 1956/2006 Anniversary of the Jazz Festival at the Sanremo Casino (Splasc(h) Records 2006)
- Jean-Sébastien Simonoviez Transition Cosmic Power (Black and Blue 2007)